# Copa Mercosur
Copa Mercosur klubowy turniej piłkarski rozgrywany w Ameryce Południowej w latach 1998–2001 pomiędzy klubami z Argentyny, Brazylii, Chile, Paragwaju i Urugwaju. Ideą rozgrywek było pozyskanie dodatkowych środków finansowych pochodzących z transmisji telewizyjnych dla najlepszych klubów Ameryki Południowej. Przy okazji zastąpił zamierający w tym czasie Copa CONMEBOL, jednak nie na długo, gdyż w 2002 został zastąpiony przez Copa Sudamericana.

## Format rozgrywek
W turnieju brało udział 20 drużyn, podzielonych na 5 grup po 4 drużyny w każdej. Mecze rozgrywano systemem mecz i rewanż. Do ćwierćfinału awansowali zwycięzcy grup oraz trzej najlepsi wicemistrzowie. Ćwierćfinały i półfinały rozgrywano także systemem mecz i rewanż. W przypadku równego bilansu nie było dogrywki i od razu przechodziło się do rzutów karnych. W przypadku finału do roku 2000 obowiązywała zasada bilansu punktów, tzn. jeśli po rozegraniu dwóch meczów bilans punktów był równy (bez względu na bilans bramkowy), zarządzano trzeci mecz, którego zwycięzca zdobywał puchar, a gdyby doszło do remisu, dopiero wówczas brany byłby pod uwagę bilans bramkowy wszystkich trzech meczów finałowych. Jeśli byłby on równy, miały być zarządzane rzuty karne. W 2001 zmieniono tę zasadę biorąc pod uwagę bilans bramkowy po dwóch meczach. W przypadku równego bilansu bez dogrywki miano przejść do fazy rzutów karnych, co też zdarzyło się w rzeczywistości w ostatnim finale tego pucharu.

## Triumfatorzy Copa Mercosur
- 1998  SE Palmeiras –  Cruzeiro EC 1:2 i 3:1, dodatkowo 1:0
- 1999  CR Flamengo –  SE Palmeiras 4:3 i 3:3
- 2000  CR Vasco da Gama –  SE Palmeiras 2:0 i 0:1, dodatkowo 4:3
- 2001  CR Flamengo –  CA San Lorenzo de Almagro 0:0 i 1:1, karne 3:4

## Kluby – zdobywcy pucharu Mercosur
- CR Flamengo – 1 raz
- SE Palmeiras – 1 raz
- CA San Lorenzo de Almagro – 1 raz
- CR Vasco da Gama – 1 raz

## Państwa – zdobywcy pucharu Mercosur
- Brazylia – 3 razy
- Argentyna – 1 raz